# Ruschioideae
Ruschioideae es una subfamilia de plantas suculentas de la familia Aizoaceae, tiene las siguientes tribus:

## Tribus
- Apatesieae
- Dorotheantheae
- Ruschieae